# Hal Hackady
Hal Hackady (Middletown, Estados Unidos; 10 de febrero de 1922-Nueva York, 12 de octubre de 2015) fue un letrista y libretista estadounidense, especialmente conocido por escribir las letras para el musical Snoopy! The Musical (1975), una secuela de You're A Good Man, Charlie Brown (1967), en colaboración con Larry Grossman que compuso la música.
También participó en una adaptación de la obra de Victor Hugo publicada en 1831 Nuestra Señora de París, que se estrenó en Off-Broadway (Nueva York) en 1993.